# Roman Semjonov
Roman Semjonov (Russisch: Роман Семёнов) (Pavlodar, 23 januari 1993) is een Kazachs wielrenner die in 2015 reed voor Seven Rivers Cycling Team.

## Carrière
Als junior werd Semjonov in 2011 dertigste in de wegwedstrijd op het wereldkampioenschap. Een jaar later werd hij negende in de tijdrit voor eliterenners op het nationale kampioenschap. In 2014, zijn derde seizoen bij Continental Team Astana, werd Semjonov vijfde in de strijd om de nationale wegtitel en tweede in de Giro del Medio Brenta. Na het opdoeken van zijn ploeg reed Semjonov in 2015 voor Seven Rivers Cycling Team, dat tot eind mei een clubteam was.

## Ploegen
- 2012 –  Continental Team Astana (vanaf 28-4)
- 2013 –  Continental Team Astana
- 2014 –  Continental Team Astana
- 2015 –  Seven Rivers Cycling Team

Axmetov · Ayazbajev · Benfatto · Bïjigitov · Davïdenok · Fedosejev · Gackïy · Galejev · Ïşanov · Koelimbetov · Majdos · Okïşev · Panassenko · Pernebekov · Qojatajev · Rive · Scartezzini · Semenov · Şemyakïn